# Hochwasserrückhaltebecken Reichenbach (Hechingen)
Das Hochwasserrückhaltebecken Reichenbach wurde in den Jahren 2016 bis 2019 auf der Gemarkungsgrenze der beiden Hechinger Stadtteile Boll und Stetten im Zollernalbkreis, Baden-Württemberg, gebaut.

## Aufbau
Das Hochwasserrückhaltebecken soll den Hochwasserschutz im Bereich des Reichenbachs und weiter abwärts der Starzel, die ein Nebenfluss des Neckars ist, verbessern. Schon im Staubereich oberhalb des Damms mündet der Zellerbach in den Reichenbach. Das Becken liegt gewöhnlich trocken und wird nur bei Hochwasser gefüllt, sein Abfluss wird gesteuert. Es ist für einen Stauinhalt von 235.700 m³ ausgelegt; die Staufläche erreicht dann 7,6 ha. Bauherr ist der Zweckverband Hochwasserschutz Starzeltal, Betreiber die Stadt Hechingen.
Der Staudamm ist gerade und besitzt eine Höhe von 12,5 m über der Gewässersohle. Der Staudamm ist für Fische durchgängig gebaut. Diese können bei normalem Wasserstand durch einen Durchlass schwimmen, den sogenannten Ökostollen.

## Geschichte
Nach dem Starzelhochwasser 2008 wurde der Zweckverband Hochwasserschutz Starzeltal gegründet. Neben einigen kleineren wie dem Rückhaltebecken Zellerbach ist das Hochwasserrückhaltebecken Reichenbach das größte Projekt, es wurde am 3. Juli 2019 im Rahmen eines Festaktes in Betrieb genommen. Die Baukosten betrugen 4,83 Millionen Euro, von denen das Land Baden-Württemberg 3,2 Millionen übernahm.

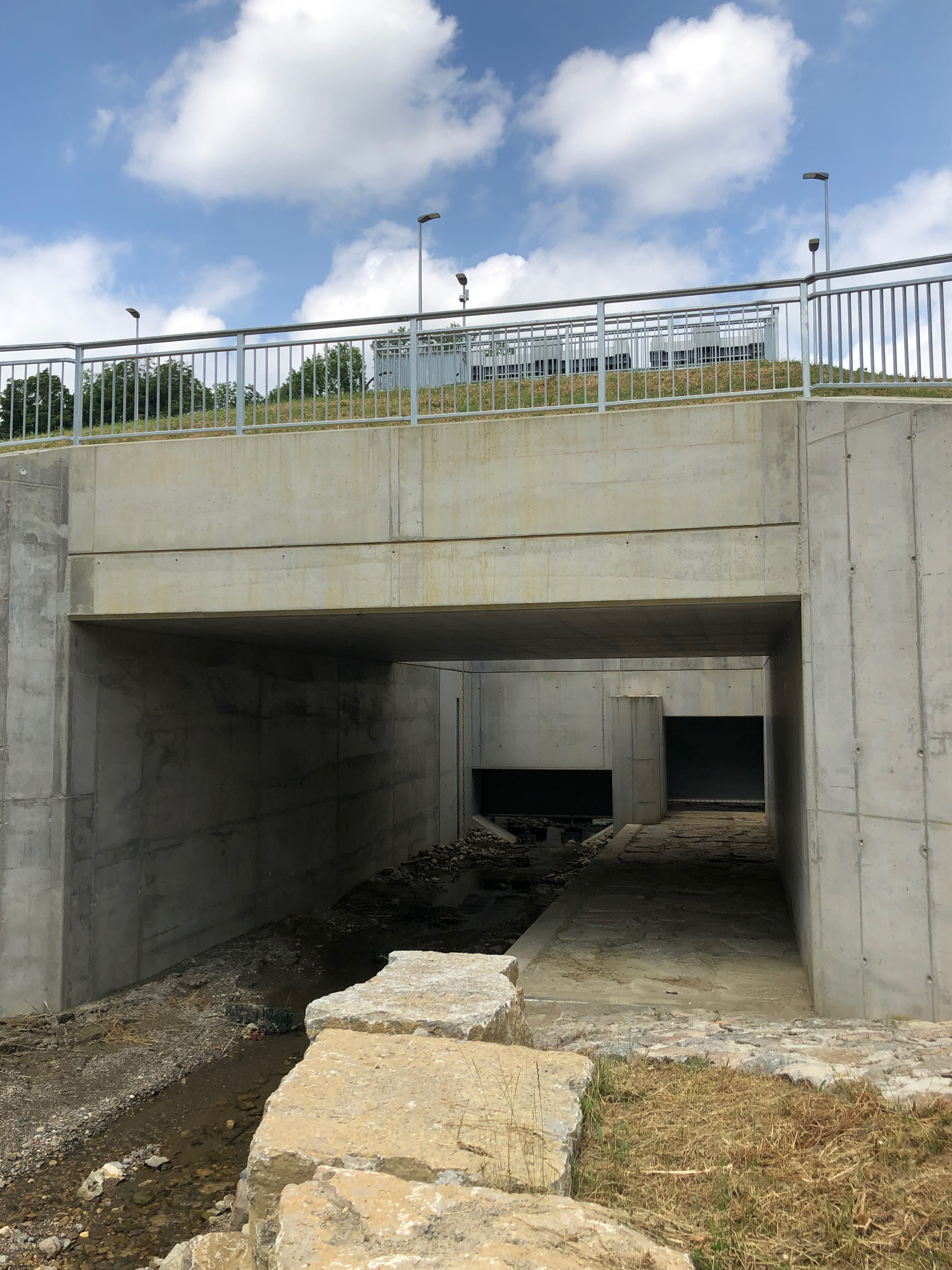
Einlass
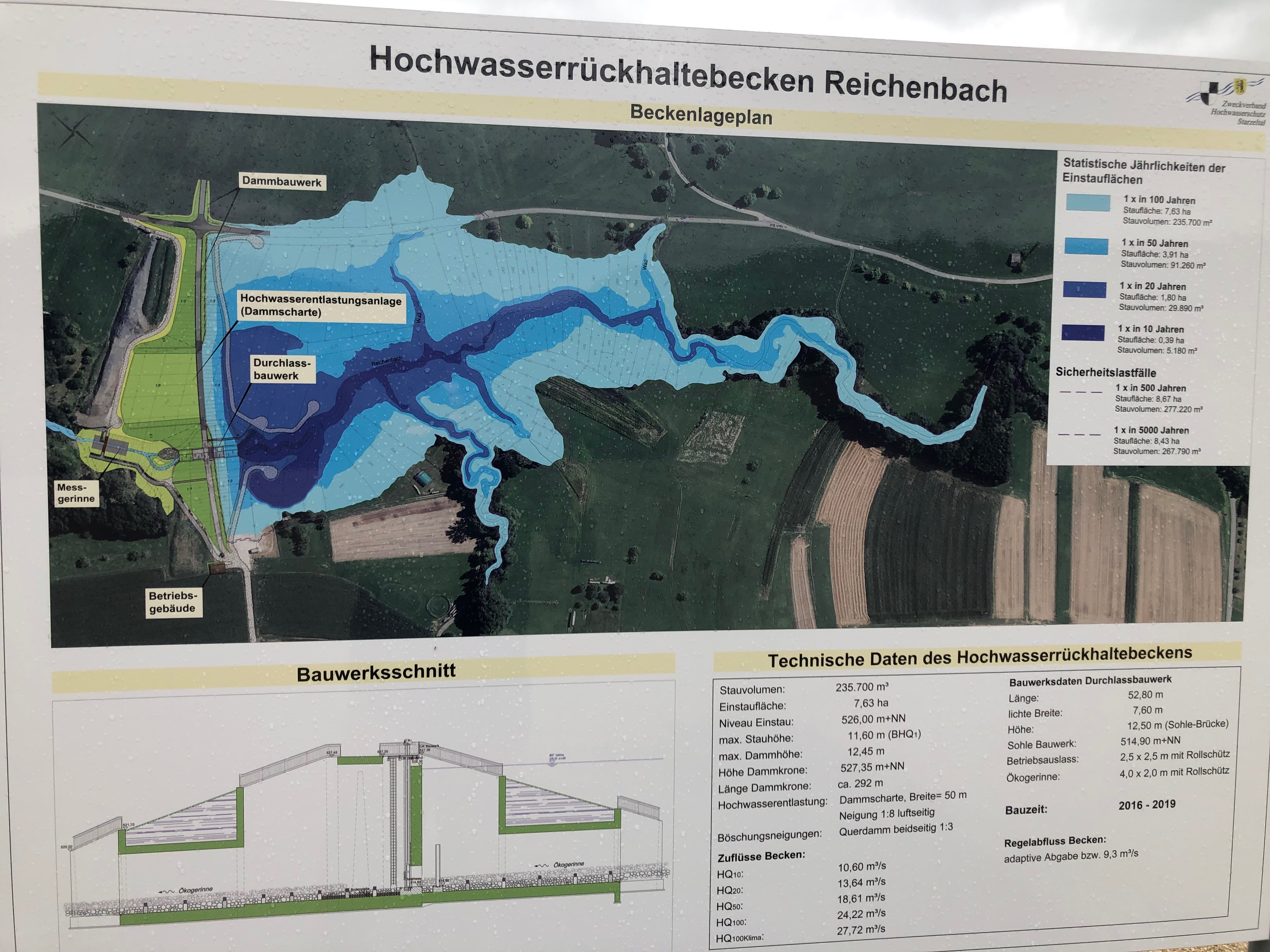
Informationstafel